# Rune Persson (friidrottare)
Rune Persson, född den 19 augusti 1935 i Vinköl, Skaraborgs län, är en svensk före detta friidrottare (mångkamp). Han tävlade för klubben IFK Lund och vann SM i tiokamp åren 1958 till 1961. 

## Personliga rekord
- Tiokamp: 6641 poäng[3] (Helsingborg 14 juni 1961). Serie[4]: 11.2s 639cm 1290cm 186cm 52.4s 15.5s 3841cm 350cm 5790cm 4:56.0min[2]

## Fotnoter
1. 1 2   Svenska Mästerskapen i friidrott 1896-2005. Trångsund: Erik Wiger/TextoGraf Förlag. 2006. sid. 144. ISBN 91-631-9065-6
2. 1 2   Sverigebästa genom tiderna i friidrott. Trångsund: Bengt Holmberg/TextoGraf Förlag. 2009. sid. 313. ISBN 978-91-977146-3-1
3. ↑  1985 års tabell
4. ↑  100 meter, längd, kula, höjd, 400 meter, 110 meter häck, diskus, stav, spjut, 1500 meter